# Física solar
La física solar es la rama de la astrofísica que se especializa en el estudio del Sol. Estudia con mediciones detalladas que sólo son posibles para nuestra estrella más cercana. La física solar engloba y se interrelaciona con muchas disciplinas de la física pura, la astrofísica y las ciencias de la computación; incluyendo: dinámica de fluidos y física del plasma; abarcando así: magnetohidrodinámica, sismología, física de partículas, física atómica, física nuclear, evolución estelar, física espacial, espectroscopia, transporte radiativo, óptica aplicada, procesamiento de señales, visión artificial, física computacional, física estelar y astronomía solar.
Debido a que el Sol está singularmente situado a una corta distancia de observación (otras estrellas no pueden ser resueltas con algo parecido a la resolución espacial o temporal, en cambio, para el Sol si sería factible), hay una división entre la disciplina relacionada con la astrofísica observacional (de estrellas lejanas) y la física solar observacional.
El estudio de la física solar también es importante, ya que se cree que los cambios en la atmósfera solar y en la actividad solar pueden tener un gran impacto en el clima de la Tierra. El Sol también ofrece un "laboratorio físico" para el estudio de la física del plasma.

## Historia

### Antigüedad
Los babilonios produjeron un registro de los eclipses solares, siendo el registro más antiguo el procedente de la antigua ciudad de Ugarit, en la actual Siria. La datación aproximada de este registro es de a aproximadamente 1300 a. C.
Los antiguos astrónomos chinos también estaban observando fenómenos solares (como eclipses solares y manchas solares visibles) con el fin de hacer el seguimiento de calendarios, que se basan en los ciclos lunares y solares.
Por desgracia, los registros efectuados antes del 720 a. C. son muy vagos y no ofrecen ninguna información útil. Sin embargo, después de 720 a. C., se observaron 37 eclipses solares en el transcurso de 240 años.

### Edad Media
El conocimiento astronómico floreció en el mundo islámico durante la época medieval. Muchos observatorios se construyeron en las ciudades de Damasco a Bagdad, donde se tomaron las observaciones astronómicas detalladas. En particular, se midieron algunos parámetros solares y se tomaron observaciones detalladas del sol. Las observaciones solares fueron tomadas con fines de navegación, pero sobre todo para medir el paso del tiempo.
El islam exige a sus seguidores orar cinco veces al día, hacia una posición específica del sol en el cielo. Por este motivo se necesitaban observaciones precisas del Sol y de su trayectoria en el cielo. A finales del siglo X, el astrónomo iraní Abu-Mahmud Khojandi construyó un observatorio masivo cerca de Teherán.
Allí, él tomó las mediciones precisas de una serie de tránsitos meridianos del Sol, que más tarde se utilizó para calcular la oblicuidad de la eclíptica.
Tras la caída del Imperio Romano de Occidente, Europa Occidental fue separada de todas las fuentes de conocimiento científico antiguo, especialmente las escritas en griego. Esto, además de la de-urbanización y las enfermedades como la peste negra, condujo a una disminución del conocimiento científico en la Europa medieval, especialmente en la Alta Edad Media.
Durante este período, se tomaron observaciones del Sol, ya sea en relación con el zodíaco, o para ayudar en la construcción de lugares de culto, tales como iglesias y catedrales.

### Renacimiento
En astronomía, el período del renacimiento comenzó con el trabajo de Nicolás Copérnico, quien propuso que los planetas giran alrededor del Sol y no alrededor de la Tierra, tal y como se creía en el momento. Este modelo es conocido como el modelo heliocéntrico.
Su trabajo fue ampliado posteriormente por Johannes Kepler y Galileo Galilei. En particular, Galileo utilizó su nuevo telescopio para contemplar el sol. En el año 1610, descubrió las manchas solares sobre su superficie. En el otoño de 1611, Johannes Fabricius escribió el primer libro sobre las manchas solares, "De Maculis in Sole Observatis" (Sobre las manchas observadas en el Sol).

### Tiempos Modernos
La física solar actual se centra en la comprensión de los diversos fenómenos observados con la ayuda de los telescopios modernos y satélites. Son de particular interés, la estructura de la fotosfera solar, el problema del calor en la corona solar y las manchas solares.

## Investigación
La División de Física Solar de la Sociedad Astronómica Estadounidense (American Astronomical Society en inglés) cuenta con 555 miembros (para mayo de 2007), comparado a los miles en la organización de la cual depende.
La idea central de los esfuerzos actuales (2009) en el campo de la física solar es alcanzar una comprensión integrada de todo el sistema solar incluyendo el Sol y sus efectos a lo largo del espacio interplanetario dentro de la heliosfera y en los planetas y atmósferas planetarias. El estudio de los fenómenos que afectan múltiples sistemas en la heliosfera, o que se considera que encajan dentro del contexto heliosférico, se llama heliofísica, un nuevo término que introdujo su uso en los primeros años del milenio actual.

### Espacial

#### SDO
El Observatorio de Dinámica Solar (SDO en inglés) fue lanzado por la NASA en febrero de 2010 desde Cabo Cañaveral. Los principales objetivos de la misión son la comprensión del origen de la actividad solar y sus efectos sobre la vida en la Tierra, la generación del campo magnético solar y como se libera su energía al espacio.

#### SOHO
La sonda Solar & Heliospheric Observatory (SOHO), es un proyecto conjunto entre la NASA y la ESA, que fue lanzado en diciembre de 1995. Su objetivo era investigar el interior del Sol, hacer observaciones del viento solar y de los fenómenos asociados a él e investigar las capas externas del Sol.

#### HINODE
La Agencia Japonesa de Exploración Aeroespacial lanzó el 2006 el satélite HINODE, financiado con fondos públicos, para investigar la interacción entre la corona solar y el campo magnético del Sol

### Terrestre

#### ATST
El Telescopio Solar de Tecnología Avanzada (ATST en inglés) es una instalación de telescopio solar que está siendo construido en Maui. Veintidós instituciones están colaborando en el proyecto ATST, siendo el principal organismo de financiación el de la Fundación Nacional de Ciencia.

### Otros

#### EUNIS
El cohete Extreme Ultraviolet Normal Incidence Spectrograph (EUNIS) es un espectrógrafo de imágenes de dos canales que fue lanzado por primera vez en 2006. SU objetivo es observar la corona solar con alta resolución espectral. Hasta el momento, ha proporcionado información sobre la naturaleza de los puntos brillantes de la corona. Sus datos también ayudaron a calibrar la sonda SOHO y algunos otros telescopios.